# Neotoma phenax
Neotoma phenax é uma espécie de roedor da família Cricetidae.
Apenas pode ser encontrada no México.